# Brinay (Nièvre)
Brinay település Franciaországban, Nièvre megyében. Lakosainak száma 145 fő (2022. január 1.). Brinay Tamnay-en-Bazois, Alluy, Biches, Châtillon-en-Bazois, Limanton és Maux községekkel határos.

## Népesség
A település népességének változása:
| Lakosok száma | 158  | 149  | 151  | 144  | 144  | 144  | 144  | 144  | 145  |
|               | 2013 | 2015 | 2016 | 2017 | 2018 | 2019 | 2020 | 2021 | 2022 |